# Hellbent
Hellbent (z ang. hell – piekło, bent – atrakcja lub pociąg) – amerykański film fabularny z roku 2004, uznany pierwszym gejowskim slasherem; film łączy w sobie bowiem elementy charakterystyczne dla tegoż podgatunku oraz motywy ze środowiska LGBT. Wykonawczo wyprodukowany został przez Josepha Wolfa (zm. 2005), który wcześniej współpracował przy produkcji kultowych horrorów: Koszmaru z ulicy Wiązów, Halloween II i Halloween III: Sezonu czarownic – jego udział przy realizacji filmu był również reklamowany jako slogan.

## Opis fabuły
Kalifornia. W wigilię święta halloween zakochana homoseksualna para wybiera się na romantyczną randkę. W samochodzie odbywają stosunek seksualny. Gdy znienacka wyłania się kryjący twarz pod maską diabła mężczyzna z obnażoną klatką piersiową, młodzi kochankowie tracą życia – zostają bowiem przez niego zdekapitowani za pomocą sierpu.
Akcja filmu przenosi się na następny dzień. Widz poznaje głównego bohatera, Eddiego. Na komisariacie, w miejscu swojej pracy, Eddie rozmawia z siostrą, oficer policyjną. Na posterunku zostaje mu zlecone zadanie – chłopak ma rozdawać ulotki na temat morderstw w West Hollywood, powszechnie uznanym za główny ośrodek kultury gejowskiej. Eddie wybiera się we wskazane miejsce, uprzednio nakładając na siebie kostium halloweenowy – stary policyjny uniform ojca. Podczas wykonywania polecenia, w salonie tatuaży poznaje Jake'a, niepokornego młodego chłopaka podróżującego motocyklem po okolicy.
Eddie spotyka się ze swoimi współlokatorami, Tobeyem, Chazem i Joeyem, z którymi wybiera się następnie na coroczny karnawał organizowany z okazji Halloween. Podczas przeprawy przez las, są świadkami domniemanie popełnionego mordu, dokonanego w istocie – rzeczywiście – przez zabójcę ukazanego w sekwencji rozpoczynającej film. W wyniku komplikacji, bohaterowie odnoszą wrażenie, iż napotkany zaprasza ich na pikietę, i wyszydzają go. Wkrótce potem docierają na miejsce, morderca z kolei obiera sobie za cel ich unicestwienie.
W trakcie karnawału, Eddie dostrzega Jake'a wchodzącego do jednego z barów. Wraz z przyjaciółmi podąża za nim. Wewnątrz Joey rozpoznaje w jednym z klientów Jareda Reynoldsa, obiekt swojej fascynacji. Oferuje mu swój numer telefonu, lecz jego propozycja zostaje odrzucona. Strapiony, Joey wybiera się do toalety z Chazem, który to następnie go pociesza. Chaz opuszcza toaletę, by poczekać na przyjaciela na zewnątrz, w międzyczasie na miejscu zjawia się Jared. Przeprasza on Joeya i czule całuje. Kilka chwil potem Joey ginie z rąk mordercy, który kolejny raz pojawia się znikąd i pozbawia swoją ofiarę głowy.
W ciągu kolejnych scen giną Chaz i Tobey, a Jake i Eddie, którzy zostają kochankami, padają ofiarami prześladowań mordercy. Jednocześnie romantyczny i pozbawiony happy endu koniec filmu poprzedza obfitująca w zawrotne zwroty akcji scena walki pary gejów i psychopaty.

## Obsada
| - Dylan Fergus jako Eddie - Bryan Kirkwood jako Jake - Hank Harris jako Joey - Andrew Levitas jako Chaz - Matt Phillips jako Tobey - Samuel Phillips jako Mikey | - Miguel Ángel Caballero jako Jorge - Baron Rogers jako Jared Reynolds - Shaunt Benjamin jako oficer policyjny - Wren T. Brown jako kapitan policyjny - Rachel Sterling jako dziewczyna w aucie - Kent James jako on sam |

## Produkcja i wydanie filmu
Film kręcono od 2003 do 2004 roku. Jego światowa premiera miała miejsce dnia 26 czerwca 2004 roku w Stanach Zjednoczonych, został on wówczas zaprezentowany podczas San Francisco International Lesbian and Gay Film Festival. Niespełna miesiąc później odnotował swoją premierę podczas Philadelphia International Gay and Lesbian Film Festival, a w ciągu kolejnych miesięcy był prezentowany podczas innych gejowskich uroczystości: Tampa International Gay and Lesbian Film Festival, Reel Affirmations International Gay and Lesbian Film Festival, Miami Gay and Lesbian Film Festival, Honolulu Rainbow Film Festival, Milan International Lesbian and Gay Film Festival (podczas której reżyser Paul Etheredge został nagrodzony), New York Lesbian and Gay Film Festival, Copenhagen Gay and Lesbian Film Festival (Dania) oraz Grenoble Gay and Lesbian Film Festival (Francja). Następnie, we wrześniu roku 2005, film wypuszczono do dystrybucji kinowej, zaś 21 października zaprezentowano go podczas Festiwalu Filmowego Screamfest. Bezpośrednio na rynek użytku domowego Hellbent trafił do Wielkiej Brytanii oraz Holandii, premierę na DVD miał także w USA 12 września roku 2006. Ogólnoświatową dystrybucją zajęła się wytwórnia here! Films, powstała na fali sukcesu amerykańskiej gejowskiej stacji telewizyjnej here!. W Polsce, ku niezadowoleniu cichych fanów i zrzeszonych zwolenników nurtu queer horror, nie zajęto się dystrybucją filmu.

## Ścieżka dźwiękowa
Na ścieżce dźwiękowej do filmu znalazły się utwory istotnych przedstawicieli podgatunku queercore'owego (odmiana punk rocka) – zespołów Pansy Division, Three Dollar Bill oraz Best Revenge.

## Opinie
Sklasyfikowany jako jeden z dziesięciu najlepszych filmów o tematyce halloweenowej przez serwis AZN.pl.

## Nawiązania kulturalne
W filmie znajdują się odwołania do popularnych pozycji w kulturze masowej pozycji, takich jak:
- miejska legenda, w której zakochana para odjeżdża samochodem w zaciszne miejsce, by tam uprawiać seks – para bohaterów ginie na początku w takiej sytuacji.
- Krzyk (Scream, 1996) – podczas filmowej imprezy jeden z jej uczestników zostaje ukazany z maską Ghostface'a (mordercy-eliminatora z Krzyku) na twarzy. Jeśli wziąć pod uwagę fakt, iż impreza została zorganizowana w trakcie święta halloween, nawiązanie można odnaleźć również w stosunku do thrillera Halloween (1978) w reżyserii Johna Carpentera.
- Kruk (The Crow, 1994) – podczas parady widz może dostrzec mężczyznę o twarzy ucharakteryzowanej na kruka, podobnej do pomalowanej twarzy Brandona Lee w filmie.